# Канун Лека Дукаджині
Канун — збірка традиційних албанських законів. Канун був здебільшого усним та тільки у XX столітті був вперше опубликований. Канун Лека Дукаджині (Kanuni i Lekë Dukagjinit) був кодифікований в XV столітті. Шість пізніших варіантів включають:
- Старий Канун (алб. Kanun i vjetër);
- Канун Мірдіти (алб. Kanuni i Mirditës);
- Канун Пуки (алб. Kanuni i Pukës);
- Канун Черменіке (алб. Kanuni i Çermenikës);
- Канун Папи Юлія (алб. Kanuni i Papa Zhulit);
- Канун Лаберії (алб. Kanuni i Labërisë);[2]
- Канун Скандербега (алб. Kanuni i Skënderbeut)[3][4], також відомий як Канун Арберія (алб. Kanuni i Arbërisë).

Канун Скандербега найближчий за змістом з Кануном Лека Дукаджині, який найбільш відомий та який вважається синонімом слова канун. Канун Лека Дукаджині був розроблений Леком Дукаджині, який кодифікував існуючі звичні правила. Він використався переважно в північній та центральній Албанії та сусідніх територіях, які були частинами колишньої Югославії, з великою часткою албанців: Чорногорія, Косово та Північа Македонія. Вперше кодифікований в XV столітті, він використовувався до XX століття, та був відроджений після падіння комуністичного режиму на початку 1990-х.

## Етимологія
Термін  kanun  походить від κανών («канон»), що означає серед інших «стовп, віха» або «правило» і перейшов з грецької в арабську, а потім в турецьку мову. Канун також був відомий як доке.

## Походження
Практика усних законів, що Лека Дукаджині, кодифікував в Кануні, походить ще з бронзової доби, як це було запропоновано Едіт Дарем. Деякі автори припустили, що Канун може виходити з давніх іллірійських племінних законів.Інші автори припустили, що Канун зберігає елементи з доісторичної індоєвропейської епохи.
Проте в коді можна легко спостерігати кілька прошарків, починаючи з доіндоєвропейських, індоєвропейських, давньогрецьких, римських, загальнобалканських і османських.
За даними сербських авторів Т. О. Оравац і С. С. Джурич, він багато в чому базується на Законнику Стефана Душана, конституції Сербського царства (прийнятому 1349 р.), у той час, коли Албанія була частиною Сербського царства. Ноель Малькольм припускає, що Законник Душана був ранньою спробою придушити самоврядування звичайного права в горах, яке пізніше було кодифіковано в Кануні Лека Дукаджині, і якщо так, то це були б найперші докази того, що таке звичаєве право діяло тоді. Незважаючи на схожість, більшість вчених сходяться на думці, що Кодекс Лека Дукаджині не є таким самим, як Законник Душана, і такі висновки є «надуманими». Коли турецькі завойовники здолали середньовічну сербську державу, багато звичайних законів суспільного життя серед балканських народів були повернені до використання, включаючи албанців. Місто Шкодра мало, наприклад, до Законника Душана власні закони та правила.

## Розробка та використання
Закон Лека Дукаджині (канун) був названий на честь середньовічного князя Лека Дукаджині XV століття, який правив на півночі Албанії і кодифікував звичайні закони нагір'я. Код був записаний лише в XIX столітті Штефаном Гечові і частково опублікований у періодичному виданні Hylli i Drites 1913 року. Повна версія з'явилася лише в 1933 році після смерті Гечові у 1926 році. У 1989 році була опублікована подвійна англо-албанська версія., а потім репліковано у версії 1992 року.
Незважаючи на те, що закони приписуються Леку Дукаджині, вони з часом розвивалися як спосіб приведення законів і правил у ці землі. Канун поділений на 12 розділів, і версія Гєчові має 1262 статті, які регулюють всі аспекти гірського життя: економічну організацію домашнього господарства, гостинність, братство, клани, межі, роботу, шлюб, землю тощо. Беса (особиста честь, порівняйте лат. fides) і честь (честь сім'ї, лат. honor) мають першочергове значення в усьому кодексі як наріжному каменю особистої та соціальної поведінки. Канун стосується як християнських, так і мусульманських албанців.
Деякі з найбільш суперечливих правил Кануна (зокрема, розділ 3 книги 10) вказують на те, яким чином має здійснюватися вбивство, яке часто в минулому, а іноді й досі, призводить до усобиці, яка триває до тих пір, поки всі чоловіки втягнутих родин вбиті. У випадку вбивства племінне законодавство передбачає принцип koka për kokë (голова за голову), де родичі потерпілого зобов'язані шукати gjakmarrja (кровна помста). Жінки розглядаються тільки як виробники потомства і посилаються у  дискримінаційний способ і тому не вважаються гідними цілями. Албанська назва кровної ворожнечі: gjakmarrja. У деяких частинах країни Канун нагадує італійську вендету. Ці правила знову з'явилися у 1990-х роках у Північній Албанії, оскільки люди не вірили в безсилі місцеві органи влади та поліцію. Існують організації, які намагаються опосередкувати між ворожими сім'ями і намагаються змусити їх «помилувати кров» (алб. Falja e Gjakut), але часто єдиним варіантом для чоловіків залишається залишатись у своїх будинках, які вважаються безпечним притулком у Кануні, або біжати з країни. Племінні закони також вважали, що крадіям потрібно сплатити штрафи за відносну суму, яка була вкрадена.
Албанські племена з регіону Дібра (відомі як «Тигри Дібри») керували собою відповідно до Закону Скандербега, названого на честь воїна п'ятнадцятого століття, що воював з османами.
Колишній комуністичний лідер Албанії Енвер Ходжа фактично припинив практику Кануна з жорсткими репресіями і дуже сильною державною поліцією. Проте, після падіння комунізму, деякі громади намагалися знову відкрити старі традиції, але деякі їх частини були втрачені, що призвело до побоювань неправильного тлумачення.
Примітно, що нинішній Албанський кримінальний кодекс не містить жодних положень з Кануну, які стосуються кровної помсти, і нема жодного визнання цього кодексу в сучасній албанській правовій системі. За оцінками, 3000 албанських сімей були залучені в кровну помсту, і це після падіння комунізму призвело до загибелі 10 тис. осіб.

## Стовпи Кануна
Канун базується на чотирьох стовпах:
- Честь (алб. Nderi)
- Гостинність (алб. Mikpritja)
- Правильна поведінка алб. Sjellja)
- Лояльність роду (алб. Fis)

## Зміст
Канун Лека Дукаджині складається з 12 книг та 1262 статей. Книги та їх підрозділи наступні:
1. Церква;
  1. Церква
  2. Кладовища
  3. Власність церкви
  4. Священик
  5. Робітники церкви
2. Родина;
  1. Склад родини
3. Шлюб;
  1. Заручення
  2. Одруження
  3. Канун нереченого
  4. Родичі
  5. Розлучення
  6. Спадщина
4. Будинок, худоба та майно;
  1. Будинок і його околиці
  2. Худоба
  3. Властивість
  4. Межа
5. Робота;
  1. Робота
  2. Полювання
  3. Комерція
6. Передача майна;
  1. Запозичення
  2. Подарунки
7. Слово в розмові;
8. Честь;
  1. Індивідуальна честь
  2. Соціальна честь
  3. 'Кров' і стать; братства і хрещені батьки
9. Пошкодження;
10. Закон про злочини
  1. Злочинці
  2. Крадіжка
  3. Вбивство (обговорення санкцій про кровну помсту)
11. Канун літніх людей
12. Пільги та винятки
  1. Типи винятків
  2. Смерть

## Канун в літературі та кіно
Албанський письменник Ісмаїл Кадаре кілька разів згадує Кануна в своїх книгах і має його головну тему в своєму романі «Розбитий квітень».
Фільм Прощення крові, дії котрого розгортаються в сучасній Албанії, стосується кануну. Фільм розповідає про кровну помсту між двома сім'ями в Північній Албанії, приділяючи особливу увагу тому, як ворожнеча впливає на дітей однієї родини.
Канун згадується в сезоні 6, епізод 9 Закон і порядок: Злочинні наміри як пояснення раптового відступу група албанських вбивць.